# 望廈山市政公園

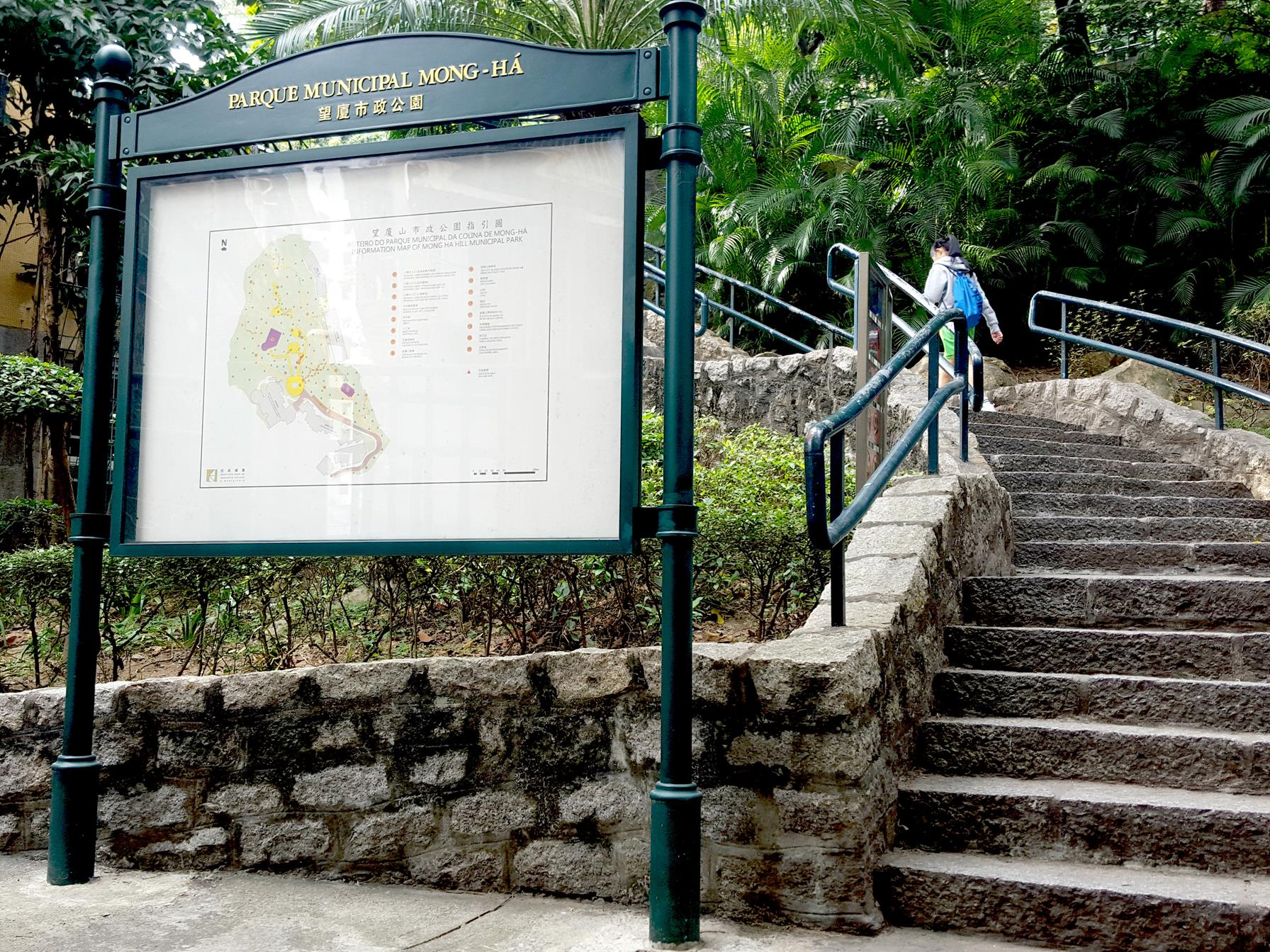
公園入口

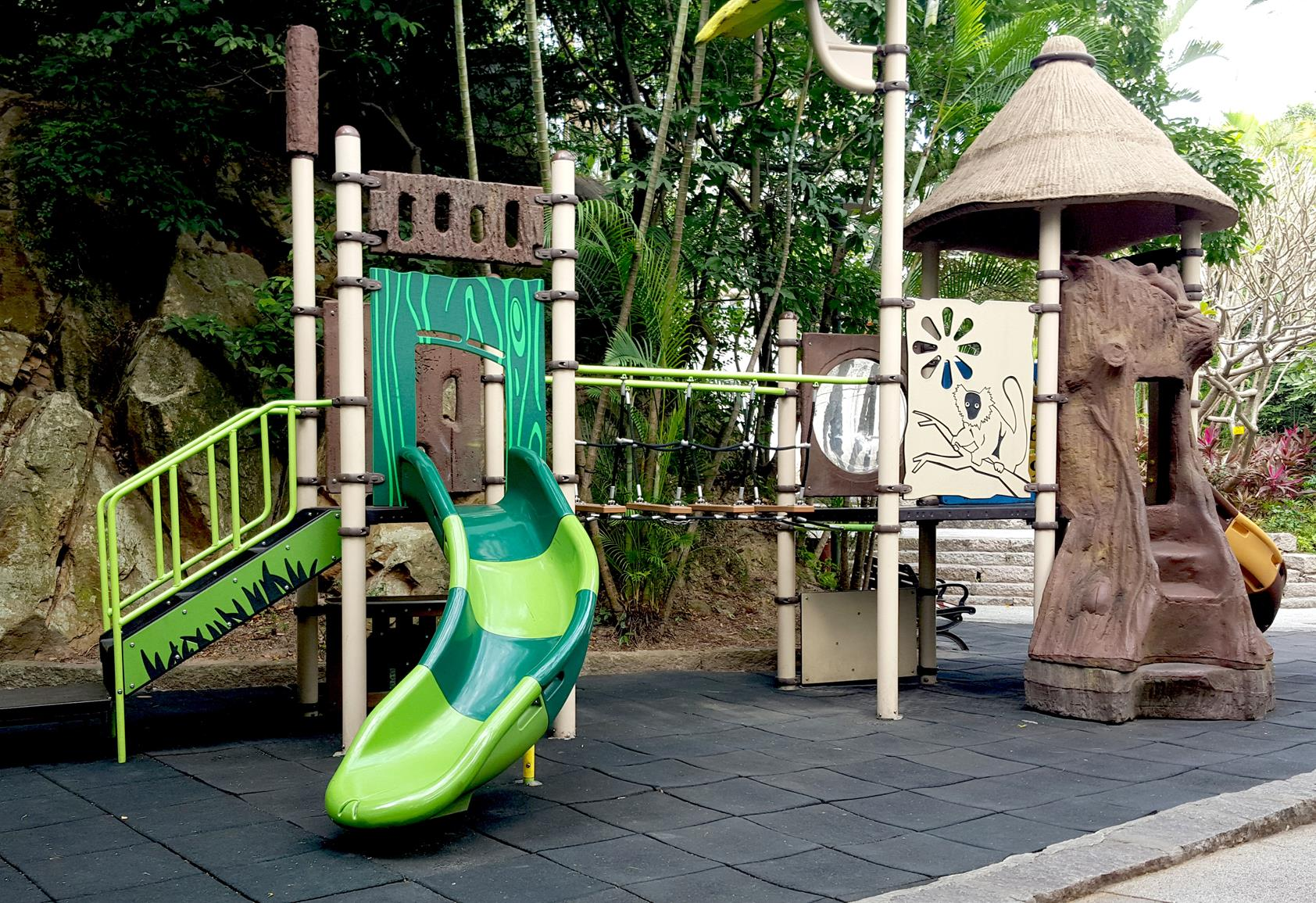
遊樂場

望廈山市政公園（或稱望廈山公園；俗稱黑鬼山公園）（葡萄牙語：Parque Municipal da Colina de Mong Há），是位於澳門特別行政區美副將大馬路旁的望廈山上公園。

## 沿革
望廈山市政公園原址為一片茂密的天然樹林，部分地方曾是防衛森嚴的軍事設施與軍營。因炮台軍營曾為駐守澳門的非裔葡兵營地，故俗稱黑鬼山公園。炮台於1960年已停止使用，及至1974年駐澳門的葡萄牙駐軍奉召回國，軍營即告荒廢空置。到1979年，澳葡政府接管軍營，將軍營改建成賓館，給海外工務員住宿。其後於1995年澳門旅遊大學（前身是旅游學院）成立，賓館變更用途為實習單位。1997年6月，澳門市政廳開闢山徑通道，將山區重整為望廈山市政公園。園內有多條小徑，分別通往望廈炮台及碉堡、溫室、水池、天然石洞、環境資訊中心以及觀景台等不同的景點，其中羅馬式中央廣場更成為不少情侶拍攝婚紗照的勝地。

## 地理位置
望廈山市政公園是位於澳門花地瑪堂區的望廈山，佔地約二萬一千六百平方公尺。

## 設施

### 望廈山炮台
望廈山炮台初建於1849年（清道光二十九年），1866年（清同治三年）落成。昔日是澳門重要的軍事防禦據點之一，位置可俯瞰澳門關閘一帶地區之活動。望廈山炮台由澳門總督亞馬留負責監督興建，是為葡萄牙在澳門實施殖民主義之後第一座興建之炮台。此炮台的炮口直指關閘方向，朝向中國。望廈炮台有通道通往附近之火藥庫和觀察台。

### 澳門旅游大學
澳門旅游大學原址為19世紀式的炮台堡壘，現在是培訓旅遊業專才的主要基地。旅遊學院的學位課程，是全世界第一所獲得世界旅遊組織（WTO）Themis TedQual所頒發的「旅遊教育質素認證」。旅遊學院的使命是要成為提供具有歐洲特色旅遊及酒店課程首選的高等教育機構，故除提供學士學位、碩士學位、博士學位、文憑和證書課程外，更設有交換生計劃，其學生來自丹麥、芬蘭、荷蘭、韓國、葡萄牙、泰國及中國等地。另外，澳門旅游大學開設了教學酒店——望廈賓館，給予了學生不少寶貴的服務經驗，同時為澳門市民和遊客提供服務。

### 望廈山環境資訊中心

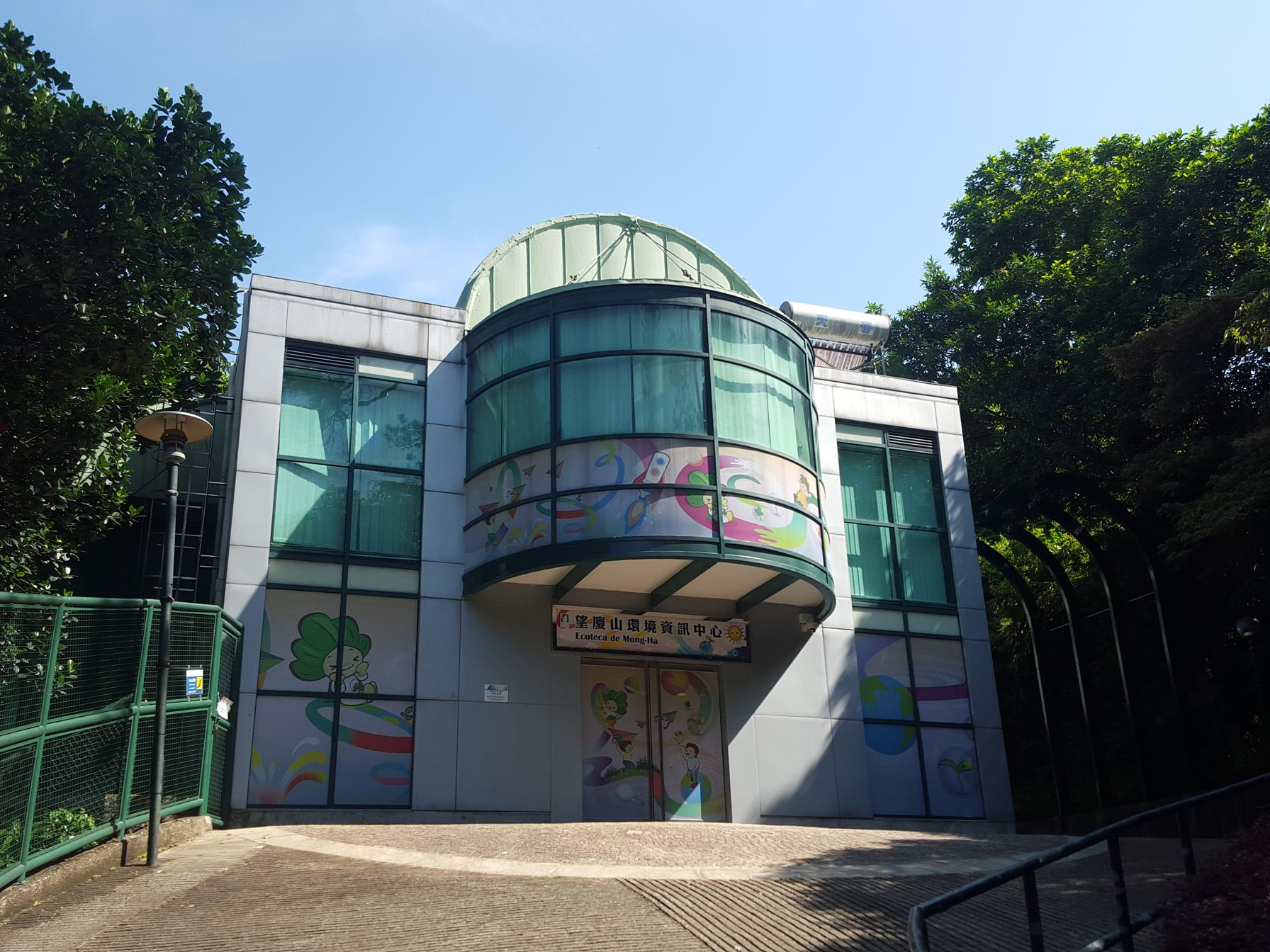
望廈山環境資訊中心

市政署於1993年開放的首間環境資訊中心，旨在教育市民如何愛惜大自然，明白保護大自然的必要性，中心內設有閱覽室、放映室、小型圖書館和小型實驗農場，可為市民提供有關環境方面的讀物及農耕體驗。

### 其他設施
- 溫室
- 兒童遊樂場
- 中央廣場
- 觀景台
- 健康徑

## 交通
M105 望廈炮台（Forte Mong-Há）
路線：5X、17、23、25、25B